# 周耀輝
周耀輝（1961年12月8日—），香港填詞人和學者。中學於英華書院就讀，大學畢業於香港大學英國文學及比較文學系，曾於英屬香港政府政府新聞處、亞洲藝術節、《明報》及香港商業電台工作。1992年移居荷蘭阿姆斯特丹，2011年取得阿姆斯特丹大學傳理研究學院哲學博士學位，同年回流香港，並於香港浸會大學人文學課程任教，出任助理教授，並於2021年獲擢升為人文及創作系教授。
周耀輝填詞生涯始於1989年，處女作是達明一派的《愛在瘟疫蔓延時》，至今已創作逾千詞作，與林夕、黃偉文合稱「香港三大詞人」。2023年憑〈人啊人〉奪得第34屆金曲獎最佳作詞人獎，是首次獲得該獎項的粵語歌曲。

## 生平
周耀輝於1961年出生，出生地為樂善堂留產所。他早年在老虎岩徙置區長大。1989年，周耀輝憑藉給達明一派《意難平》專輯創作的〈愛在瘟疫蔓延時〉，廿八歲的周耀輝一鳴驚人，開始了他的填詞生涯。此後他不僅成為達明一派合作最緊密的御用詞人之一，也是當今華語歌壇舉足輕重的資深作詞人，與林夕和黃偉文被稱為「香港詞壇三大詞人」，亦與另一著名填詞人周禮茂被稱為香港詞壇「雙周」。他曾為黃耀明、薛凱琪、麥浚龍、盧巧音等歌手寫下不少歌詞，更被稱為黃耀明的「御用填詞人」。1992年為了得到更多的自由而移居荷蘭，並任職於當地中文電台。2011年1月4日回流香港定居城南道4年，同時開始擔任講師，現為香港浸會大學人文及創作系教授。

## 個人生活
周耀輝17歲時讀了白先勇的《寂寞的十七歲》後，發現了自己對同性的情慾。因不想成為另類，他讀中七時加入教會，希望藉著信仰改變自己。1992年，因對香港九七不安，及想與同性愛人遠走他鄉，他辭掉政府工作，和男友移居阿姆斯特丹。2007年，母親81歲壽宴，筵開三席，他和男友坐在母親身旁，這個團圓飯同時變成了另一個女人愛情的最後晚餐。

## 創作特色
周耀輝的詞風華麗精緻，遊走於主流與非主流之間，鮮有純粹的情歌，內涵豐富，在芸芸華語作詞人中獨樹一幟。名作包括《忘記他是她》、《忽然之間》、《色盲》、《佛洛伊德愛上林夕》、《麥當娜一吻》、《盲年》、《黑白》等，設想獨特、文化底氣深厚，最是敢於挑戰另類偏鋒題材，自言喜歡寫side cut多於主打歌。他的作品立意極為高明，題材往往取材於現實，涉及社會、政治：如《天問》、《愛彌留》、《你真偉大》、《撐著》、歷史、宗教、文化、性別意識等極為廣泛，詞作中常常大量運用諷喻、聯想、雙關、引用等手法。他的作品很容易將人帶入他所營造的獨特氛圍中，甚至可能是在不知所云中淪陷在詭秘壓抑的氣氛裡，就連張國榮都曾用“醉生夢死”來形容讀他作品的感受。
1989年發表第一首詞作〈愛在瘟疫蔓延時〉，從此踏足詞壇，於兩岸三地發表逾千首詞作，曾多次獲獎。除歌詞書寫以外，亦出版文集《突然十年便過去》、《假如我們甚麼都不怕》、《紙上染了藍》、《一個身體兩個人》及創意練習《7749》。周氏同時活躍於多元藝術創作，常為不同劇場演出填詞，如《迷走都市I、II、III》、《電紫兔‧克》、《火星日常》等。近年亦參與視覺藝術創作。2012年，於HAJI gallery舉行跨時空媒體性別展《迷糊／情欲／對象》；2013年參與由Burger Collection與1a Space策劃的《滴嗒滴》展覽。現為風車草劇團及文藝復興基金會理事，香港文學生活館核心成員。最近還獲邀成為香港國際詩歌之夜2017《古老的敵意》的出席詩人，並由中大出版社以其歌曲《雌雄同體》為題出版中英雙語詩集。
遠離香港後，周耀輝反而能更透徹地觀察華語文化，在愛恨糾纏的歌詞中注入民生時事、鄉愁心緒，有著特定的思想內涵和豐富的文字技巧。周耀輝的創作靈感源於生活，他在採訪中不止一次地表示，“關注生活細節，多和朋友聊天或看場電影，都對寫歌詞很有幫助。”周耀輝的創作速度也是根據自己的狀態而有所不同，“快則一、二個小時，慢則三四天。但唯一一個共同點是，我每寫完一首歌，都會將它放置一邊沉寂幾天，等幾天後再拿出來重新審視，看看還有沒有要更改的地方。”
洛楓於2022年發表的新書《獨角獸的彳亍：周耀輝的音樂群像》，深入探討了周耀輝的填詞風格，以及其歌詞之中所反映的意識形態。
2023年，陳柏宇獲日本知名音樂平台「THE FIRST TAKE」邀請，成為首位登上該平台的香港歌手，其中一首演唱歌曲是周耀輝填詞的《有天》，令周耀輝成為繼林夕後第二位有作品於該節目亮相的香港填詞人。

## 獎項
1995年
- 1995年度新城勁爆頒獎禮 勁爆另類歌曲獎：許志安 - 迷糊、情慾、對象

1997年
- 1997年勁歌金曲第一季季選 得獎歌曲：黎明 - DNA出錯
- 1997年YMC至尊榜總選 至尊心愛國語歌：黎明 - DNA出錯
- 第四屆全球華語榜中榜頒獎典禮 - 中文TOP20金曲獎：黎明 - DNA出錯

1998年
- 1998年勁歌金曲第四季季選 - 得獎歌曲：黎明 - Happy 2000

2000年
- 2000年度勁歌金曲第四季季選 新星試打三屆台主歌曲：歐倩怡 - Get It Right
- 2000年度十大勁歌金曲頒獎典禮 最受歡迎廣告歌曲大獎 銅獎：盧巧音 - 代你發夢

2001年
- 2001年度新城勁爆頒獎禮 新城勁爆歌曲：王菲 - 色盲

2002年
- 2002年勁歌金曲第三季季選 得獎歌曲：許志安 - 徒然
- 2002年勁歌金曲第四季季選 得獎歌曲：葉蒨文 - 華麗緣

2003年
- 2003年勁歌金曲第三季季選 得獎歌曲：容祖兒 - Show Up

2005年
- 2005勁歌金曲優秀選第一回 得獎歌曲：吳浩康 - 感覺蘇豪
- 2005年CASH金帆音樂獎 最佳另類作品：麥浚龍 - 雌雄同體
- 2005年度新城勁爆頒獎禮 新城勁爆歌曲：麥浚龍 - 雌雄同體
- 2005年度RoadShow至尊音樂頒獎禮 至尊歌曲：麥浚龍 - 雌雄同體
- 2005年度叱咤樂壇流行榜頒獎典禮 專業推介 叱吒十大 第九位：麥浚龍 - 雌雄同體

2006年
- 2006年度新城勁爆頒獎禮 勁爆國語歌曲：方大同 - 愛愛愛
- 2006年度RoadShow至尊音樂頒獎禮 至尊歌曲：方大同 - 愛愛愛
- 2006年度SINA Music樂壇民意指數頒獎禮 最高收聽率歌曲 第九位：方大同 - 愛愛愛
- 新城國語力頒獎禮2006 新城國語力熱爆K歌：容祖兒 - 用一千手臂擁抱你
- 2006勁歌金曲優秀選第一回 得獎歌曲：容祖兒 - 赤地雪
- 2006勁歌金曲優秀選第一回 最受歡迎廣告歌曲獎：容祖兒 - 赤地雪
- 2006年度新城勁爆頒獎禮 新城勁爆歌曲：容祖兒 - 赤地雪
- 2006年度十大勁歌金曲頒獎典禮 最受歡迎廣告歌曲大獎 銅獎：容祖兒 - 赤地雪
- 2006年度新城勁爆頒獎禮 新城勁爆歌曲：薛凱琪 - 糖不甩
- 2006年度RoadShow至尊音樂頒獎禮 至尊歌曲：薛凱琪 - 糖不甩
- 2006年度叱咤樂壇流行榜頒獎典禮 專業推介叱吒十大 第七位：薛凱琪 - 小峽谷之1234
- 2006年度SINA Music樂壇民意指數頒獎禮 新歌試聽最高收聽率歌曲 第七位：薛凱琪 - 小峽谷之1234
- 2006年度雪碧中國原創音樂流行榜 季選港台金曲獎：關心妍 - 玉石樂隊

2007年
- 2007年度新城國語力頒獎禮 新城國語力歌曲：方大同 - 愛愛愛
- 2007年度YAHOO!搜尋人氣大獎 Yahoo!Music十大人氣歌曲2007：泳兒 - 黛玉笑了
- 第7屆全球華語歌曲排行榜 最佳作詞：泳兒 - 黛玉笑了
- 2007年勁歌金曲優秀選第二回 得獎歌曲：泳兒 - 無心戀唱
- 2007年度十大勁歌金曲頒獎典禮 十大勁歌金曲獎：泳兒 - 無心戀唱
- 2007年度RoadShow至尊音樂頒獎禮 至尊歌曲：泳兒 - 送我一個家

2008年
- 2008年度SINA Music樂壇民意指數頒獎禮 SINA Music最高收聽率二十大歌曲：at17 - Over The Rainbow
- 2008年度新城勁爆頒獎禮 新城勁爆跳舞歌曲：Freeze - Shiba-Za
- 2008勁歌金曲優秀選第三回 得獎歌曲：泳兒 - 如果碰到你的臉
- 2008年度SINA Music樂壇民意指數頒獎禮 得獎歌曲：泳兒 - 如果碰到你的臉
- 2008年度新城勁爆頒獎禮 新城勁爆歌曲：泳兒 - 世界請看著我
- 2008年勁歌金曲優秀選第一回 得獎歌曲：麥浚龍 - 借火
- 2008年勁歌金曲優秀選第二回 得獎歌曲：麥浚龍 - 寫得太多
- 2008年度SINA Music樂壇民意指數頒獎禮 最高收聽率二十大歌曲：麥浚龍 - 寫得太多
- 2008年度新城勁爆頒獎禮 勁爆歌曲：麥浚龍、倫永亮 - 寫得太多
- 2008年度新城勁爆頒獎禮 勁爆卡拉OK歌曲：麥浚龍、倫永亮 - 寫得太多
- 2008年度新城勁爆頒獎禮 勁爆合唱歌曲：麥浚龍、倫永亮 - 寫得太多
- Yahoo!搜尋人氣大獎2008 Yahoo!Music人氣合唱歌曲：麥浚龍、倫永亮 - 寫得太多
- 2008年勁歌金曲優秀選第一回 得獎歌曲：關心妍 - 毋忘我
- 2008年勁歌金曲優秀選第二回 得獎歌曲：關心妍 - 龐貝‧21 世紀
- 2008年度十大勁歌金曲頒獎禮 十大勁歌金曲獎：關心妍 - 龐貝‧21 世紀
- 2008年度新城勁爆頒獎禮 新城勁爆歌曲：關心妍 - 龐貝‧21 世紀

2009年
- 2009年度新城勁爆頒獎禮 新城勁爆跳舞歌曲：HotCha - 變大
- 加拿大至HIT中文歌曲排行榜2009年度總選 全國推崇十大粵語歌曲：泳兒、海鳴威 - 我的回憶不是我的
- 2009年度YAHOO!搜尋人氣大獎 合唱歌曲：泳兒、海鳴威 - 我的回憶不是我的
- 2009年度新城勁爆頒獎禮 勁爆合唱歌曲：泳兒、海鳴威 - 我的回憶不是我的
- 2009年度十大勁歌金曲頒獎典禮 最受歡迎合唱歌曲獎 金獎：泳兒、海鳴威 - 我的回憶不是我的
- 2009年度SINA Music樂壇民意指數頒獎禮 SINA Music 合唱歌曲大獎：泳兒、海鳴威 - 我的回憶不是我的
- 第三十二屆十大中文金曲頒獎音樂會 十大中文金曲：泳兒、海鳴威 - 我的回憶不是我的
- 音樂先鋒榜2009年度頒獎典禮 港台十大先鋒金曲：泳兒 - 愛上水仙花
- 2009年度十大勁歌金曲頒獎典禮 最受歡迎改編歌曲獎 銀獎：容祖兒 - 開動快樂
- 2009年度YAHOO!搜尋人氣大獎 人氣歌曲：鍾舒漫 - 給自己的信
- 2009年勁歌金曲優秀選第三回 得獎歌曲：鍾舒漫 - 給自己的信
- 2009年度新城勁爆頒獎禮 新城勁爆歌曲：鍾舒漫 - 給自己的信
- 2009年度新城勁爆頒獎禮 新城勁爆改編歌曲：鍾舒漫 - 給自己的信
- 2009年度新城勁爆頒獎禮 新城勁爆卡拉OK歌曲：鍾舒漫 - 給自己的信
- 2009年度新城勁爆頒獎禮 新城勁爆我最欣賞歌曲：鍾舒漫 - 給自己的信
- 2009年度叱咤樂壇流行榜頒獎禮 - 專業推介叱咤十大 第七位：鍾舒漫 - 給自己的信
- 2009年度十大勁歌金曲頒獎典禮 十大勁歌金曲獎《給自己的信》
- 2009年度十大勁歌金曲頒獎典禮 最受歡迎改編歌曲獎 金獎：鍾舒漫 - 給自己的信
- 2009年度SINA Music樂壇民意指數頒獎禮 SINA Music最高收聽率二十大歌曲：鍾舒漫 - 給自己的信

2010年
- 2010年第一屆 MY Astro 至尊流行榜頒獎典禮 至尊合唱曲：泳兒、海鳴威 - 我的回憶不是我的
- 第7屆「勁歌王」全球華人樂壇音樂盛典 粵語金曲獎：泳兒、海鳴威 - 我的回憶不是我的
- 2010年度新城勁爆頒獎禮 勁爆跳舞歌曲：鍾欣潼 - 心多
- 2010年度新城國語力頒獎禮 新城勁爆跳舞歌曲：容祖兒 - 信今生愛過
- 2010年度TVB8金曲榜頒獎典禮 TVB8金曲榜金曲獎：容祖兒 - 信今生愛過
- 2010年度十大勁歌金曲頒獎典禮 最受歡迎華語歌曲獎 金獎：容祖兒 - 信今生愛過
- 2010年度新城國語力頒獎禮 勁爆跳舞歌曲：陳偉霆 - Do You Wanna Dance
- 2010年度新城勁爆頒獎禮 勁爆跳舞歌曲：陳偉霆 - Do You Wanna Dance
- 2009年勁歌金曲優秀選第二回 最受歡迎華語歌曲獎：蔡卓妍 - 往事並不如煙
- 第10屆全球華語歌曲排行榜頒獎典禮 最佳二十大金曲獎：蔡卓妍 - 往事並不如煙
- 2010年度新城勁爆頒獎禮 勁爆原創歌曲：麥浚龍 - 彳亍

2011年
- 2011年CASH金帆音樂獎 個人最多新作品演出獎（作詞家）
- 2011年度新城勁爆頒獎禮 新城勁爆歌曲：任賢齊 - 傾城之淚
- 第8屆「勁歌王」全球華人樂壇音樂盛典 粵語金曲獎：關心妍 - 仍然
- 2011年勁歌金曲優秀選第三回 得獎歌曲：關心妍 - 仍然
- 2011年度新城勁爆頒獎禮 新城勁爆歌曲：關心妍 - 仍然
- 2011年度十大勁歌金曲頒獎禮 十大勁歌金曲獎：關心妍 - 仍然
- 2011年度YAHOO!搜尋人氣大獎 搜尋人氣合唱歌2011：洪卓立、鍾舒漫 - 傻瓜
- 2011年度十大勁歌金曲頒獎典禮 最受歡迎合唱歌曲獎 銀獎：洪卓立、鍾舒漫 - 傻瓜

2012年
- 2012年CASH金帆音樂獎 最佳歌詞：容祖兒 - 蜉蝣
- 2012年CASH金帆音樂獎 最佳歌曲大獎：林二汶 - Wanna Be
- 2012年勁歌金曲優秀選第三回 得獎歌曲：Gin Lee - 今天終於一人回家
- 2012年度新城勁爆頒獎禮 新城勁爆新媒體歌曲：Gin Lee - 今天終於一人回家
- 2012年勁歌金曲優秀選第二回 得獎歌曲：Gin Lee - Falling
- 2012年度YAHOO!搜尋人氣大獎 網上熱爆歌曲：Gin Lee - Falling
- 2012年勁歌金曲優秀選第二回 最受歡迎華語歌曲獎：王梓軒 - Your Song
- 2012年勁歌金曲優秀選第二回 最受歡迎廣告歌曲獎：容祖兒 - 出色

2013年
- 2013年CASH金帆音樂獎 最佳歌詞：盧凱彤 - 囂張
- 2013年度叱咤樂壇流行榜頒獎典禮 專業推介叱咤十大 第八位：吳雨霏 - 生我的命
- 2013年度新城國語力頒獎禮 新城國語力歌曲：羅力威 - 小時代曲

2014年
- 2014年度TVB8金曲榜頒獎典禮 TVB8金曲榜金曲獎：王梓軒 ft. Celina Jade - 迷彩
- 2014年度TVB8金曲榜頒獎典禮 TVB8金曲榜金曲獎：林欣彤 - 情歌的意義
- 2014年度新城勁爆勵志兒歌頒獎禮 新城勁爆勵志歌：亢帥克 - 擦膠
- 2014年度叱咤樂壇流行榜頒獎典禮 專業推介叱咤十大 第七位：吳雨霏 - 豔羨
- 2014年度YAHOO!搜尋人氣大獎 唱作歌曲：馮允謙 - 紙筆墨
- 2014年勁歌金曲優秀選第二回 得獎歌曲：馮允謙 - 我好想你
- 2014年度新城勁爆頒獎禮 新城勁爆原創歌曲：馮允謙 - 我好想你
- 加拿大至HIT中文歌曲排行榜2014年度總選 全國推崇十大粵語歌曲：馮允謙 - 我好想你
- 2014年度勁歌金曲頒獎典禮 勁歌金曲獎：馮允謙 - 我好想你
- 廣東廣播電視網第一屆粵語歌曲頒獎禮 至尊男歌手金曲獎：許志安 - 流淚行勝利道
- 廣東廣播電視網第一屆粵語歌曲頒獎禮 最受歡迎歌曲：許志安 - 流淚行勝利道
- 2014年度YAHOO!搜尋人氣大獎 年度熱搜歌曲：許志安 - 流淚行勝利道
- 2014音樂先鋒榜 港台十大先鋒歌曲：許志安 - 流淚行勝利道
- 加拿大至HIT中文歌曲排行榜2014年度總選 全國推崇十大粵語歌曲：許志安 - 流淚行勝利道
- 2014年度新城勁爆頒獎禮 新城勁爆年度歌曲大獎：許志安 - 流淚行勝利道
- 2014年度新城勁爆頒獎禮 新城全球勁爆歌曲：許志安 - 流淚行勝利道
- 第三十七屆十大中文金曲 十大中文金曲獎：許志安 - 流淚行勝利道
- 2014年度叱咤樂壇流行榜頒獎典禮 叱吒樂壇至尊歌曲大獎：許志安 - 流淚行勝利道

2015年
- 第十三屆香港中文文學雙年獎 散文組推薦獎：《紙上染了藍》[19]
- 第三十八屆十大中文金曲頒獎音樂會 優秀流行國語歌曲獎 銅獎：RubberBand - 我是樂隊
- 2015年勁歌金曲優秀選第二回 得獎歌曲：連詩雅 - 等到Sunday就Call你
- 2015音樂先鋒榜 港台十大先鋒歌曲：許志安 - Hello，你好
- 2015年度新城勁爆頒獎禮 勁爆原創歌曲：亢帥克 - 擦膠

2016年
- 第二十七屆中學生好書龍虎榜 最受中學生歡迎十本好書：《一個身體，兩個人》

2017年
- 2017年CASH金帆音樂獎 最佳歌曲：岑寧兒、林二汶 - 銀髮白
- 2017華語金曲獎 十大粵語金曲：岑寧兒、林二汶 - 銀髮白

2018年
第18屆華語音樂傳媒大獎 年度粵語歌曲：岑寧兒、林二汶 - 銀髮白
- 2018年勁歌金曲優秀選第一回 得獎歌曲：鄧小巧 - 可惜你是個人
- 廣東廣播電視網第五屆粵語歌曲排行榜頒獎典禮 至尊金曲：許志安 - 教我這麼愛下去

2019年
- 2019年勁歌金曲優秀選第二回 得獎歌曲：泳兒 - 野木蘭
- 2019年度勁歌金曲頒獎禮 勁歌金曲獎：泳兒 - 野木蘭
- 第12屆城市至尊音樂榜 十大單曲：楊乃文 - 貴族的輓歌
- 第四十二屆十大中文金曲 優秀流行國語歌曲 銅獎：衛蘭 - 所以我愛

2020年
- 第12屆華語金曲獎 年度最佳作詞人：崔子格 - 無限
- 2020年度新城勁爆頒獎禮 勁爆歌曲：衛蘭 - 低半度
- 2020年度YAHOO!搜尋人氣大獎 人氣歌曲：衛蘭 - 低半度
- 2020年度新城勁爆頒獎禮 勁爆新媒體歌曲：洪卓立 - 我們都想旅行
- 2020年勁歌金曲優秀選第二回 得獎歌曲：洪卓立 - 我們都想旅行
- 2020年度勁歌金曲頒獎典禮 勁歌金曲獎：洪卓立 - 我們都想旅行
- 加拿大至HIT中文歌曲排行榜2020年度總選 - 全國推崇十大歌曲（粵語）：麥浚龍、謝安琪 - 合唱歌
- 第四十三屆十大中文金曲 十大中文金曲：泳兒 - 溝渠暢泳
- 2020年勁歌金曲優秀選第二回 得獎歌曲：泳兒 - 溝渠暢泳
- 2020年度勁歌金曲頒獎典禮 勁歌金曲獎：泳兒 - 溝渠暢泳

2021年
- Chill Club 推介榜年度推介20/21 - Chill Club年度十大歌曲：泳兒 - 溝渠暢泳
- 2021年勁歌金曲優秀作品第一回 得獎歌曲：泳兒 - 孤毒
- 2021年度新城勁爆頒獎禮 勁爆歌曲：泳兒 - 荊棘海
- 2021年度新城勁爆頒獎禮 勁爆填詞：泳兒 - 荊棘海
- 2021年度叱咤樂壇流行榜頒獎典禮 專業推介叱咤十大 第十位：泳兒 - 荊棘海

2022年
- 香港金曲頒獎典禮 2021/2022 香港金曲金曲奬：泳兒 - 荊棘海
- 2022年度YAHOO!搜尋人氣大獎：泳兒 - 荊棘海
- 2022年度新城勁爆頒獎禮 勁爆歌曲：泳兒 -早上37.2度

2023年
- 廣播九十五周年十大中文金曲 十大中文金曲：泳兒 - 葉落冰川
- 廣播九十五周年十大中文金曲 十大中文金曲：陳奕迅 - 人啊人
- 第34屆金曲獎最佳作詞人獎：陳奕迅 - 人啊人
- 第1屆浪潮音樂大賞年度歌曲：陳奕迅 - 人啊人
- 第21屆CASH金帆音樂獎最佳正統音樂作品：從什麼時候開始 (feat. 岑寧兒)

2006年獲得廣州電台頒發「年度最佳詞人獎」。
2017年為林二汶包辦全碟中文歌詞的《People Like Us》及與麥浚龍和林夕合作的概念唱片《Evil is a point of view》皆獲得華語金曲獎的「十大粵語唱片」。
2018年由周耀輝包辦全碟歌詞的《剎那的烏托邦》，亦獲得華語音樂傳媒大獎「年度粵語專輯」。
2020年藉著與馮穎琪發起的《一個人一首歌》獲得第十四屆香港藝術發展獎之「藝術教育獎」（非學校組），得獎計劃為「2018/19大專生藝術通識計劃（音樂）- 《一手歌：聽城內的那雙手》- 大專生 X 社區 X 音樂」。
2023年憑〈人啊人〉奪得第34屆金曲獎最佳作詞人獎。

## 出版作品
| 作品                                                        | 出版年份                  | 出版社             |
| ----------------------------------------------------------- | ------------------------- | ------------------ |
| 《梳頭記》                                                  | 1990                      | 集英館             |
| 《道德男人》                                                | 1996                      | 博益出版集團       |
| 《18變 ─ 周耀輝詞．文．觀》                                 | 2007                      | EEG                |
| 《突然十年便過去》                                          | 2010（初版） 2011（二版） | 亮光文化           |
| 《7749：四十九個我試過／聽過／想過的創作練習》              | 2011                      | 亮光文化           |
| 《假如我們甚麼都不怕》（內地版）                            | 2012                      | 中國計量出版社     |
| 《7749：四十九個我試過／聽過／想過的創作練習》（內地版）    | 2013                      | 浙江文藝出版社     |
| 《假如我們甚麼都不怕》                                      | 2013                      | 文明魚             |
| 《紙上染了藍》                                              | 2014                      | 亮光文化           |
| 《突然十年便過去》（內地版）                                | 2014                      | 法律出版社         |
| 《一個身體，兩個人》                                        | 2015                      | 亮光文化           |
| 《多重奏：香港流行音樂聲像的全球流動》（與高偉雲合著）      | 2015                      | 中文大學出版社     |
| 《假如我們甚麼都不怕》（台灣版）                            | 2015                      | 寫樂文化           |
| 《透視男教授》（與何建宗、馮應謙、John Erni（陳錦榮）合著） | 2015                      | 三聯書店（香港）   |
| 《漂城記》（與王樂儀、劉善茗合編）                          | 2016                      | 文化工房           |
| 《紙上染了藍》（內地版）                                    | 2016                      | 四川文藝出版社     |
| 《雌雄同體 Androgyny》                                      | 2017                      | 香港中文大學出版社 |
| 〈周耀輝〉收錄於《古老的敵意》                              | 2017                      | 香港中文大學出版社 |
| 《紙上染了藍》（台灣版）                                    | 2018                      | 逗點文創結社       |

## 演出及展覽
音樂及劇場作品
| 年份 | 演出名稱                                          | 崗位           |
| ---- | ------------------------------------------------- | -------------- |
| 2000 | 《迷走都市I》                                     | 填詞           |
| 2002 | 《M園》                                           | 填詞           |
| 2007 | 《藍鬍子城堡》                                    | 填詞           |
| 2008 | 《Last Smile, First Tear》                        | 填詞           |
| 2009 | 《形．體．澎湃》                                  | 編劇           |
| 2010 | 《迷走都市II》                                    | 填詞           |
| 2011 | 《築地哈林》                                      | 填詞           |
| 2012 | 《水俁：安魂曲》                                  | 填詞           |
| 2013 | 《火星日常》                                      | 填詞           |
| 2013 | 《一身》音樂沙龍                                  | 友情協力       |
| 2015 | 《一身一新》音樂分享會                            | 友情協力       |
| 2016 | 《香•夭》                                         | 文字創作       |
| 2016 | 《剎那的烏托邦》                                  | 文字創作、填詞 |
| 2017 | 《薩特赫-薩特赫：印度斯坦音樂演出與交流（香港）》 | 作詞           |
| 2021 | 《有你，故我在》                                  | 作詞           |
| 2023 | 《從什麼時候開始》                                | 文本及聯合創作 |
| 2023 | 《圍盧豐咪》                                      | 作詞           |
| 2024 | 《11段回家的路》                                  | 文本及聯合創作 |
| 2024 | 《我們唱在瘟疫蔓延時》周耀輝作品集                | 文字創作、填詞 |

展覽
| 年份 | 展覽                                                                        | 地點                                 |
| ---- | --------------------------------------------------------------------------- | ------------------------------------ |
| 2012 | 《迷糊。情欲。對象 — 周耀輝×80/90後跨時空媒體性別展（页面存档备份，存于）》 | HAJI Gallery                         |
| 2013 | 《滴嗒滴》                                                                  | 1a Space （與Burger Collection策劃） |
| 2014 | 《搖搖欲墜: 性别 階級 城市於當代上海》                                      | 上海FCAC非藝術中心                   |
| 2015 | 《房子尾尾》                                                                | 灣仔綠屋 動漫基地                    |
| 2015 | 《 聽（不）見（不）聽（不）見（不）聽（不）見（页面存档备份，存于）》       | 聲音圖書館網上展覽                   |
| 2017 | 《曖昧：香港流行文化中的性別演繹（页面存档备份，存于）》                    | 西九文化區 M+                        |
| 2018 | 《靜靜雞摘13個如果：靜漫一種 周耀輝 x 黃照達（页面存档备份，存于）》        | 動漫美學雙年展 2018                  |
| 2021 | 亞洲藝術文獻庫駐場計劃－《留念》                                            | 大館                                 |
| 2023 | 《面對面》                                                                  | K11 Art Mall                         |
| 2023 | 《今天只做一件事》                                                          | Airside                              |
| 2024 | 「藝舍」項目 - 《11段回家的路》                                             | K11 ARTUS                            |
| 2024 | 過化存神 「藝術‧科技」展覽2.0 - 《62歲做唱作人唔得咩》                      | 展藝館                               |

## 填詞作品列表

### 1980-90年代

#### 1989年
|                                               |                                                   |
| - 達明一派 - 忘記他是她 - 達明一派 - 盡在今夜 | - 達明一派 - 天花亂墜 - 達明一派 - 愛在瘟疫蔓延時 |

#### 1990年
| | |
| - 王 虹 - 一曲難忘 - 王 虹 - 間奏（足本） - 王 虹 - 紅旗袍 - 王 虹 - 戲婦 - 王 虹 - 一個人在途上 - 王 虹 - 間奏……之後…… - 達明一派 - 你情我願 - 達明一派 - 皇后大盜 - 達明一派 - 天問 | - 達明一派 - 排名不分先後左右忠奸（無大無細超） - 達明一派 - 講嘢 - 達明一派 - 愛彌留 - 達明一派 - God Save The Queen - 達明一派 - 是我有錯嗎? - 達明一派 - 我愛你 - 達明一派 - 恐怖份子 - 鄭敬基 - 一言難盡 |

#### 1991年
| | |
| - 林保怡 - 和好（不）如初 - 林保怡 - 還你還我 - 林憶蓮 - 夜來香 - 張學友 - Ooh La La - 許志安 - 烈火 - 軟硬天師 - 愛在暗中作動時 - 軟硬天師 - 你好陰毒 - 軟硬天師 - 黑色愉快 | - 陳百強 - 南北一家親 - 黃耀明 - 哪裡會是個天堂 - 黃耀明 - 黐孖根 - 黃耀明 - 淨土 - 黃耀明 - 你真偉大 - 蔡興麟 - 真的想妳 - 蔡濟文 - Je T'aime - 鄭秀文 - 曖昧 |

#### 1992年
| | |
| - 民藝復興 - 青春祭 - 呂 珊 - 一字一淚 - 李國祥 - 依依不捨 - 林保怡 - 不想了 - 林保怡 - 流水飄 - 林憶蓮 - 愛的世界 - 林憶蓮 - 不捨不棄 - 唐韋琪 - 看破 - 袁鳳瑛 - 拈花 - 梅艷芳 - 列女 - 許志安 - 借身還魂 - 許志安 - 不倦的蝴蝶 - 許志安 - 夜夜夢魂中 - 彭家麗 - 此刻多麼完美 - 黃耀明 - 借借你的愛 / 每天你愛多一些 | - 黃耀明 - 天生一對 - 黃耀明 - 大路 - 黃耀明 - 愛比死更冷 - 黃耀明 - 祝福你快樂 - 葉蒨文 - 女兒心 - 劉以達與夢 - 同林鳥 - 劉以達與夢 - 與你同眠 - 蔡濟文 - 情到濃時 - 蔡濟文 - 再造我 - 鄭伊健 - 動地驚天愛戀過 - 鄭伊健 - 隨便 - 鄭伊健 - 不要哭了 - 鄭秀文 - 不如你... - 鄭敬基 - 拋不開的某段故事 - 鄭敬基 - 一生也未了 |

#### 1993年
|                                                                                   |                                                           |
| - 王靖雯 - 誘惑我 - 白嘉倩 - 我有我 - 白嘉倩 - 每個女人都做夢 - 林憶蓮 - 紅顏未老 | - 梁漢文 - 談情說愛 - 鄭伊健 - 100%愛我 - 鄭伊健 - 夢裡笑 |

#### 1994年
| | |
| - 李迪文 - 愛是Cha Cha Cha - 李婉華 - 藍 - 李婉華 - 不羈的天空 - 李婉華 - 偷月迷情 - 胡蓓蔚 - 不要說愛我 - 胡蓓蔚 - 歇斯底里 - 胡蓓蔚 - 未來的光明 - 風火海 - 眈天望地 | - 風火海 - 愛你太深 - 袁鳳瑛 - 聽說失戀的女人美麗 - 袁鳳瑛 - 不知不覺間 - 袁鳳瑛 - 不甘心 - 黃耀明 - 做一場給世界看的戲 - 黃耀明 - 多情城市 - 黃耀明 - 愛比死更冷（國） - 黃耀明 - 一個人在途上（國） |

#### 1995年
| | |
| - Art Gallery - 一場遊戲 - 王 菲 - 流星 - 風火海 - 歡樂世界大套餐 - 梁漢文 - 只得一晚 - 許志安 - 迷糊、情慾、對象 - 陳 琪、鄭家麒、吳銘聰 - 地厚天高 | - 黃耀明 - 一千場戀愛 - 黃耀明 - 談情一世 - 黃耀明 - 下世紀再嬉戲 - 黃耀明、關淑怡 - 萬福馬利亞 - 鄭伊健 - 從你眼中 - 鄭秀文 - 終於開始 |

#### 1996年
| | |
| - Beyond - 想你 - Black Box - 打開黑盒 - Zen - 十字架 - 杜德偉 - 蠢蠢欲動（李焯雄、周耀輝合填） - 周慧敏 - 古老病態 - 林憶蓮 - 轉身 - 夏韶聲 - 怎麼會這樣 - 莫文蔚 - 潮濕 - 莫文蔚 - 愛麗斯永遠住在這裏 - 莫文蔚 - 比夜更黑 - 陳 琪 - 隱形 | - 陳 琪 - 鄰家女孩 - 達明一派 - 月黑風高（所多瑪） - 達明一派 - 快樂牛郎 - 達明一派 - 月黑風高（蛾摩拉） - 達明一派、胡蓓蔚 - 口吃 - 劉以達 - 一額汗 - 黎 明 - 開放 - 黎瑞恩 - 缺憾美 - 戴恩玲 - 不經意 - 鍾漢良 - 半天吊 - 鍾漢良 - 禮物 |

#### 1997年
| | |
| - Beyond - 緩慢（與李焯雄合填） - 胡蓓蔚 - 假使今晚睡了 - 草 蜢 - Ba Ba Ba - 莫文蔚 - Love Yourself 讓我美 - 莫文蔚 - Love Yourself 愛自己 - 許志安 - 自尋煩惱（與黃貫中合填） - 郭子言 - 幼稚 - 陳奕迅 - 伴遊 | - 彭 羚 - 留位置 - 彭 羚 - 糊塗（與張佳添合填） - 黃耀明 - 如果你愛我 - 鄭秀文 - 生活語言 - 黎 明 - DNA出錯 - 黎 明 - 遲到 - 黎 明 - 最後一分鐘 - 黎 明 - 100樣可能 |

#### 1998年
| | |
| - Beyond - 犧牲 - Beyond - 忘記你 - Beyond - 候診室 - 古巨基 - 顛覆 - 古巨基 - !!! - 古巨基 - 決裂 - 張智霖 - 刮鬍子 - 梅艷芳 - 懷舊 - 莫文蔚 - 開水與白麵包 - 莫文蔚 - 我要說 - 許志安 - 生銹 - 陳小春 - 熱賣中 - 陳松伶 - 與蝸牛賽跑 - 陳松伶 - 趕路 - 陳松伶 - 夢的分析 | - 陳奕迅 - 終於一百日 - 陳慧琳 - 真感覺 - 彭 羚 - 重回那天那地 - 黎 明 - 神經質女主角 - 黎 明 - 飛時期 - 黎 明 - 心算 - 黎 明 - Happy 2000 - 黎 明 - 會客室 - 黎 明 - 大綱與細節 - 黎 明 - Happy 2000（國） - 盧巧音 - 半支怨歌 - 盧巧音 - 紀念品 - 譚詠麟 - 我這一生的伴 - 譚詠麟 - 用去最後那半分溫柔 - 關淑怡 - 薄荷氣味 |

#### 1999年
| | |
| - Beyond - 一百零一次 - 古巨基 - 嘩嘩叫 - 古巨基 - 磨利刀 - 古巨基 - どうもありがとう - 江美琪 - 有個男生為我哭 - 何潤東 - 最低消費 - 何潤東 - 那年十七歲 - 車婉婉 - 三角誌 - 侯湘婷 - 捉迷藏 - 張 茵 - A Trip To The Moon - 張 茵 - 人造衛星 - 張 茵 - 星空奇遇 - 梅艷芳 - 艷舞台 - 梅艷芳 - 反翻版 - 梁漢文 - 全世界這麼K - 莫文蔚 - Accessories - 莫文蔚 - 忽然之間（與李焯雄合填） - 莫文蔚 - 天天鍛鍊 - 陳奕迅 - 眼眉調 - 陳奕迅 - 第五個現代化 - 陳奕迅 - 我的世界末日 - 陳慧琳 - 高速情路 - 陳曉東 - 最佳男朋友 - 陳曉東 - 這就是生活（C'est la Vie） | - 陳曉東 - 信到不相信 - 陳曉東 - 失陪 - 彭 羚 - 你一半 我一半 - 彭 羚 - 隨身聽 - 彭 羚 - 未愛過的愛 - 彭 羚 - 我想喝一杯 - 黃耀明 - 錯蕩 - 楊千嬅 - 尋人機器 - 雷頌德 - 化身 - 蔡一傑 - 遍體鱗傷 - 蔡一智 - 另有風光 - 黎 明 - Sugar in the Marmalade - 黎 明 - Prima-Donna - 黎 明 - Ellie - 黎 明 - Sugar in the Marmalade（國） - 黎 明 - 小心陌生人 - 黎 明 - That's Life - 黎 明、李 玟、Puffy - SUN力量 - 盧巧音 - 人氣急升 - 盧巧音 - 一毫米 - 盧巧音 - 麻醉 - 蕭亞軒 - What's next - 蘇慧倫 - 我沒有 - 蘇慧倫 - 舒服 |

### 2000年代

#### 2000年
| | |
| - 王 喜 - 戀愛是個海 - 古天樂 - 擔正 - 古巨基 - <1+1> - 古巨基 - Love Don't Hurt - 何潤東 - 最低消費 - 何潤東 - 那年十七歲 - 吳克群 - 不獨立宣言 - 李 玟 - 誰的香水味 - 李 玟 - 自然反應 - 李彩樺 - 任我揀 - 金海心 - 來不及 - 梁詠琪 - 泡泡世界 - 梁詠琪 - 堅持 - 梁漢文 - 周年紀念 - 梁漢文 - 喜多郎 - 梅艷芳 - 美女與怪獸 - 梅艷芳 - 陰差陽錯 - 陳奕迅 - 新廣告歌 - 陳曉東 - 多留一會 - 雪 兒 - 換季 | - 彭 羚 - 翻風 - 黃立行 - 冷水澡（與小蛙合填） - 黃耀明 - 填充 - 黃耀明 - 罅隙 - 楊千嬅 - 良性反應 - 萬 芳 - 面膜 - 歐倩怡 - Get It Right - 鄭秀文 - 七日鮮 - 黎 明 - 擁抱大世界 - 黎 明 - 夢想成真 - 盧巧音 - 色與情 - 盧巧音 - 綠化作用 - 盧巧音 - 霎！ - 盧巧音 - 情與變 - 盧巧音 - 代你發夢 - 盧巧音 - 我想國 - 盧巧音 - 佛洛依德愛上林夕 - 蕭亞軒 - 電影預告 - 譚詠麟 - 慢鏡重溫 - 譚詠麟、丁菲飛 - 自選角度 |

#### 2001年
| | |
| - 丁菲飛 - 是非 - 王秀琳 - 不認還需認 - 王 菲 - 色盲 - 伊能靜 - 分裂 - 伊能靜 - 暗花 - 伍思凱 - 陪我哭泣 - 伍思凱 - 幸福按鈕 - 何韻詩 - 與別不同 - 胡蓓蔚 - 說不出 - 恭碩良 - 全日遊街Dum Da D Dum - 張栢芝 - 誇張一夜 - 張栢芝 - 吻著道歉 - 張 茵 - 下午茶 - 梁浩賢 - 樂園 - 梁家榮, 蔡俊暉 - 木村與超人 - 梁詠琪 - 我@你 - 梁漢文 - 超級英雄 - 陳予新 - 稀有動物 | - 陳慧珊 - 撒旦與天使 - 陳慧珊 - 水造了我 - 陳慧琳 - 世界之最 - 曾寶儀 - 日日八杯水 - 黃耀明 - 一一 - 黎 明 - 純粹誤會 - 黎 明 - D.I.Y - 黎 明 - 不規則 - 黎 明 - 眼神騙不過 - 盧巧音 - 生於和平區 - 盧巧音 - 無題 - 盧巧音 - Hello 吉蒂 - 盧巧音 - 半本通書 - 盧巧音 - 愛將我們撕開 - 謝霆鋒 - 停電一日 - 謝霆鋒 - 基因改造·阿們 - 謝霆鋒 - 大路上有微生物 - 譚詠麟 - 得一伴 |

#### 2002年
| | |
| - B.A.D - 妳是我的品牌 - Cookies - 青春不老 - Cookies - 問幾米 - Shine - 熊貓 - Shine - 18歲 - 王秀琳 - 獨立品牌 - 王秀琳 - 萬花筒 - 王秀琳 - 花的孩子 - 王 喜 - 起身叫我 - 王 喜 - 你不是張八達 - 王 喜 - 讓我揹 - 王 喜 - 愛不屬於二十一世紀 - 本多RuRu - 有時候沒時候 - 李婭莎 - 沒有規矩 - 李婭莎 - 妄想狂 - 林憶蓮 - Encore - 張國榮 - 十號風球 - 梅艷芳、陳慧琳 - 夏娃, 夏娃 - 梅艷芳、鄭秀文 - 單身女人 | - 莫文蔚 - 你給我多少時間（周耀輝、李焯雄合填） - 莫文蔚 - 誰是我的 - 許志安 - 徒然 - 陳予新 - 你是外星人 - 陳予新 - 我愛蔬菜 - 陳司翰 - 世界第八奇觀 - 陳慧琳 - 最近想起很多 - 黃耀明 - 隨身聽 - 葉蒨文 - 華麗緣 - 葉蒨文 - 我有兩雙肩膊 - 黎 明 - 衝鋒陷陣 - 盧巧音 - 大細路 - 盧巧音 - 夠膽戀愛 - 盧巧音 - 大人國漫遊 - 盧巧音 - 自學青年 - 盧巧音 - 至少走得比你早 - 蕭亞軒 - 愛的主打歌 - 謝霆鋒 - 吸 - 謝霆鋒 - 西部大開發 |

#### 2003年
| | |
| - Boy'z - 玻璃少女 - Boy'z - 少年成熟記事簿 - Twins - 咩世界 - 吳浩康 - 討厭（與林放合填） - 吳浩康 - 口講無憑 - 吳浩康 - 38廿四 - 李 威 - 666 - 容祖兒 - 囉囉攣 - 容祖兒 - Show Up！（國） - 張致恆 - 甩繩馬騮 - 張智霖 - 我愛古著 - 梅艷芳 - 做我的 - 莫文蔚 - 透視 - 許志安 - 愛在布拉格 - 陳慧琳 - 佛洛依德笑我 - 黃耀明 - 我的二十世紀 - 黃耀明 - Mon Chocolat - 黃耀明 - 黑房 - 劉若英 - 我的失敗與偉大 | - 蔡一傑 - 某一種男人 - 蔡一傑 - 上癮 - 鄭希怡 - 新手上路 - 鄭希怡 - 刺青的理由 - 鄭希怡 - 好… - 鄭希怡 - 我的（一半）繪本小說 - 盧巧音 - 拉丁夜晚 - 盧巧音 - 猜樓梯 - 盧巧音 - 昏迷 - 盧巧音 - 不插電 - 盧巧音 - 逆插玫瑰 - 蕭正楠 - 抱著回憶跌下 - 蕭亞軒 - 原始 - 蕭亞軒 - 節奏與布魯士 - 薛凱琪 - 麥當娜一吻 - 謝霆鋒 - 繼續發育 - 謝霆鋒 - 一個都不能少 - 謝霆鋒 - 紙飛機 |

#### 2004年
| | |
| - Boy'z - 去邊道 - Boy'z - 我愛香港仔 - Boy'z - 你是我的潮流特區 - Boy'z - 美麗與快樂 - Boy'z - 手足 - Boy'z - I love rock'n roll - Boy'z - 將錯就錯 - Boy'z - 爭你 - Boy'z - 回歸線 - Kenny@Boy'z - 眼紅館 - Shine - 我們是… - Steven@Boy'z - 迪士尼見 - Twins - 世界兒女 - Twins - 18變 - 余憲忠 - 例外 - 吳浩康 - 你那邊幾點 - 官恩娜 - 遙遠的東西最美麗 - 官恩娜 - 上岸 - 容祖兒 - 溶 - 容祖兒 - 凝溶 | - 容祖兒 - 蜃樓 - 容祖兒 Feat. 農夫 - Give Love A Break - 梁洛施 - 戀得更好 - 麥浚龍 - 真功夫 - 劉若英 - 輕 - 鄭希怡 - 愛過我的好人 - 鄭希怡 - 潛 - 鄭希怡 - 心眼 - 薛凱琪 - 上帝是男孩 - 薛凱琪 - 小聰明 - 薛凱琪 - 886 - 謝霆鋒 - 想得到 得不到 - 謝霆鋒 - 不散 - 謝霆鋒 - 快 - 謝霆鋒 - 黃 - 謝霆鋒 - 日月 - 謝霆鋒 - 黃種人 - 謝霆鋒 - 青春之最 - 鍾漢良 - 獨角獸 |

#### 2005年
| | |
| - at17 - 無家想歸 - Baby Q - 天王約我 - EO2 - 內疚 - Soler - 孔雀與飛鷹 - Twins - 一半女生 - Twins - 一點一滴 - 方大同 - 春風吹 - 方大同 - 總結 - 王 傑 - 舊薔薇 - 王凱駿 - 兵捉賊 - 何韻詩 - 玻璃蒼蠅 - 何韻詩 - 我是現在 - 吳浩康 - 難得 - 吳浩康 - 感覺蘇豪 - 吳浩康 - 兒戲 - 吳浩康 - 吸血殭屍的愛 - 吳浩康 - 新手 - 吳浩康 - 講深 - 官恩娜 - 魔戒三部曲之四 - 孫嫣然 - 蜉蝣 - 容祖兒 - 日安憂鬱 - 容祖兒 - 混血兒 - 容祖兒 - 亂 - 容祖兒 - 赤地雪 - 草 蜢 - 萬眾期待 - 梁洛施 - 唱一首愛歌 - 梁洛施 - 間中花心 - 郭芯其 - 潮流輕 - 陳奕迅 - 一夜銷魂 | - 陳奕迅 - 人神鬥 - 麥浚龍 - 雌雄同體 - 麥浚龍 - 愚人節大遊行 - 麥浚龍 - 九因歌 - 黃耀明 - 給你 - 葉宇澄 - 達文西密碼 - 葉宇澄 - 瑪莉蓮妒忌東方女生 - 達明一派 - 南方舞廳 - 達明一派 - 24/7 - 達明一派 - Wallpaper - 達明一派 - 北地胭脂 - 達明一派 - 排名不分先後左右忠奸（無大無細超）新版 - 趙 薇 - 夜長夢多 - 鄭希怡 - 想 - 鄧穎芝 - 霎眼嬌 - 盧巧音 - 露西（3,180,000 B.C. -） - 盧巧音 - 女書 - 盧巧音 - 笛卡兒的長生殿 - 盧巧音 - 露西（3,180,000 B.C. -）（國） - 薛凱琪 - 前菜 - 薛凱琪 - 白色戀人 - 謝霆鋒 - 糾纏 - 謝霆鋒 - 蘇三想說 - 謝霆鋒 - 蔓延 - 謝霆鋒 - 河水倒流 - 謝霆鋒 - 上一次下一次 - 謝霆鋒 - 給天使看的戲 - 關智斌 - Say Love Me |

#### 2006年
| | |
| - Don & Mandy - 有天屋邨落雪 - Shine - 任我 - Shine - 二手之家 - Twins - 流金搖擺 - 方大同 - 愛愛愛 - 方大同 - 蘇麗珍 - 方大同 - Goodbye Melody Rose - 王凱駿 - 天知道 - 何超儀 - 人盡可夫 - 何韻詩 - 夜半開門（黃偉文填詞的〈夜半敲門〉國語版） - 吳浩康 - 浮華亂世 - 吳浩康 - 故園風雨後 - 吳浩康 - 公元前 - 李逸朗 - 粉飾太平 - 官恩娜 - 美麗革命 - 林依輪 - 舌頭長出仙人掌 - 林憶蓮 - 一個人 - 泳 兒 - 我的歷奇馬丁 - 泳 兒 - 魚在水中游 - 泳 兒 - 你我她 - 泳 兒 - 爸媽的話 - 容祖兒 - 跟珍芳達做健身操 - 容祖兒 - 舌尖開叉 - 容祖兒 - 用一千雙手臂擁抱你 - 容祖兒 - 心花怒放 - 容祖兒 - 搖搖搖 - 栗 錦 - 娘子寫 - 張敬軒 - 騷靈情歌 - 莫文蔚 - Fire - 郭芯其 - 愛是個假設 - 郭芯其 - 你太專一 - 陳小春 - 拐帶你 | - 黃耀明 - 維納斯 - 黃耀明 - 維納斯（國） - 黃耀明 - 阿姆斯特丹 - 黃耀明 - 早餐派 - 黃耀明 - 給妳 - 黃耀明、容祖兒 - 眼淚贊 - 葉文輝 - 原始 - 鄭希怡 - 救命 - 鄭希怡 - 邦女郎 - 鄭希怡 - 游斯天娜 - 鄭希怡 - 快樂天使 - 鄭希怡 - 大富翁 - 蕭亞軒 - 代言人 - 蕭亞軒 - 戀愛瘋 - 薛凱琪 - 糖不甩 - 薛凱琪 - 小峽谷之1234 - 薛凱琪 - 社會歌 - 謝文雅 - 火 - 謝霆鋒 - 黑暗時代 - 謝霆鋒 - 勇敢做人 - 謝霆鋒 - 成者為王 - 藍奕邦 - 蓬萊 - 藍奕邦 - 盲年 - 藍奕邦 - 烈 - 鄺祖德 - 香港早晨 - 關心妍 - 玉石樂隊 - 關心妍 - 三毛流浪記 - 關心妍 - 眼中桃花 - 關心妍 - 白先勇 - 關心妍 - 桃花眼 - 關智斌 - 仲夏夜之夢 |

#### 2007年
| | |
| - HotCha - 不要防曬 - HotCha - 白色手機 - Oscar - 背上的肖像 - Zarahn - 如果感覺有顏色 - 方大同 - 暖 - 方大同 - 愛在 - 方大同 - 十九八七.... - 何韻詩 - 睡王子 - 何韻詩 - 螞蟻 - 何韻詩 - 睡王子（國） - 何韻詩 - 木紋（國） - 李逸朗 - 無限我 - 佟大為 - 幻想無罪 - 卓文萱 - 最後，鹽對胡椒說… - 林子祥 - Angel - 林子祥 - 腹語 - 林 峯 - 潑墨桃花 - 泳 兒 - 天使明明在此 - 泳 兒 - 一時倦了 - 泳 兒 - 黛玉笑了 - 泳 兒 - 我是你的樂與怒 - 泳 兒 - 踩鋼線 - 泳 兒 - 暈船浪 - 泳 兒 - 賣火柴的女孩 - 泳 兒 - 近 - 泳 兒 - 世界請看著我 - 泳 兒 - 愛自然愛 - 泳 兒 - 送我一個家 - 泳 兒 - 無心戀唱（與楊熙合填） - 泳 兒 - 通宵店的鏡 - 海鳴威 - 我的回憶不是我的 - 洪卓立 - 我可以說不 - 容祖兒 - 天方夜譚 - 容祖兒 - 很忘 | - 容祖兒 - 解語花 - 容祖兒 - 解語花（國） - 容祖兒 - 渴望晨曦的女孩 - 張信哲 - 微風掠過 - 張信哲 - 轉機 - 張信哲 - 不如歸去 - 張靚穎 - 幫幫忙 - 曹 格、張敬軒、衛 蘭 - 快樂地圖Let's go! - 梁雨恩 - 到處都是傳奇 - 陳奕迅 - 第一個雅皮士 - 陳奕迅 - 變色龍 - 麥浚龍 - 借火 - 黃家強 - 哪吒回家 - 黃家強 - 哪吒離家 - 黃耀明 - 20 - 黃耀明、林二汶 - 我抱著蜥蜴行街 - 楊 坤 - 紅裙擺 - 楊 坤 - 飛魚 - 潘嘉麗 - 第二生命 - 潘嘉麗 - 別說我購物狂 - 蔣雅文 - 浮生若夢 - 蔣雅文 - 這個展覽叫愛情 - 蔣雅文 - 青草最好是青色 - 蔣雅文 - 懶貓 - 謝文雅 - 請我代言 - 鍾舒漫 - 人魚前傳 - 鍾舒漫 - 舒曼的狂想曲 - 鍾舒漫 - 好好擁抱 - 鄺祖德 - 潛逃 - 關心妍 - 指南針 - 關心妍 - 童話太美 - 關智斌 - 無字天書 - 關智斌 - 世界花園（與關智斌合填） - 關智斌 - 我不懂張愛玲 |

#### 2008年
| | |
| - at17 - Over The Rainbow - Freeze - Shiba-Za - Freeze - 黑色暴雨 - Twins - 自由行不行 - 丁 噹 - 耍大牌 - 方大同 - 黑白 - 方大同 - 黑洞裡 - 江若琳 - 第一眼 - 何韻詩 - 安妮寶貝 - 何韻詩 - 楊子經書 - 何韻詩 - 堂吉訶德 - 吳浩康 - 百年孤寂 - 吳浩康 - 我可以 - 周筆暢 - 沙漠也找到巴黎 - 周麗淇 - 信 - 官恩娜 - 24小時表演 - 官恩娜 - 假如我是一張中國畫 - 林 峯 - 影子的愛情故事 - 林 峯 - All about your love - 泳 兒 - 露 - 泳 兒 - 如果碰到你的臉 - 泳 兒 - Pieces of me（與泳兒合填） - 海鳴威、泳 兒 - 我的回憶不是我的 - 洪卓立 - 吃得到的葡萄也是酸的 - 胡 琳 - 畢加索 - 英皇群星 - 十項全能 - 英皇群星 - 十項全能（國） - 容祖兒 - 忘憂草 - 容祖兒 - Scream! - 容祖兒 - 蛇 - 郭穎橋 - 兩生花 - 陳偉霆 - 乖 - 陳慧琳 - 我的脆弱與堅強 - 陳曉東 - 好奇先生 - 麥浚龍 - 可不可不撐下去 | - 麥浚龍 - 燈塔 - 麥浚龍 - 酷兒 - 麥浚龍 - 也 - 麥浚龍 - 舌尖紋了瑪利亞 - 麥浚龍 - 歪 - 麥浚龍 - 嘔吐 - 麥浚龍 - 連體嬰 - 麥浚龍 - 寫得太多 - 麥浚龍 - 我們的末日 - 麥浚龍 - 八陣圖與旅客 - 麥浚龍 - 靈魂從沒有秘密 - 麥浚龍 - 假使不可一起安息 - 麥浚龍 - 從此世界多了一分鐘 - 麥浚龍 - 從桃花源竟踩到地雷震 - 麥浚龍、倫永亮 - 寫得太多（合唱版） - 黃耀明 - 廣深公路 - 黃耀明 - 平安鐘 - 黃耀明 - 同一個世界 - 黃耀明 - 107國道 - 楊千嬅 - 開心果 - 劉浩龍 - 洗澡 - 鄭希怡 - 擔心他喜歡希爾頓 - 鄭希怡 - 早操歌 - 薛凱琪 - 我不需要Tiffany - 薛凱琪 - 不呼不吸幾多秒 - 薛凱琪 - 劍龍在草地散步 - 薛凱琪 - 一個人 一支燈 - 鍾舒漫 - 請你合作 - 鍾舒漫 - 買得到 - 關心妍 - 毋忘我 - 關心妍 - 龐貝.21世紀 - 關心妍 - 放心 - 關楚耀 - 千手觀音 - 關楚耀 - 為著沒有 |

#### 2009年
| - at17 - 快樂很我們 - Freeze - 摩登伽女 - HotCha - 變大 - Soler - 去到最遠轉右 - 王凱駿 - 海 - 周子揚 - 我的都市沒有你的詩 - 泳 兒 - 今天想懶惰 - 泳 兒 - 愛上水仙花 - 洪 - 差利 - 孫耀威 - 圍城故鄉 - 容祖兒 - 我所知的兩三事 - 容祖兒 - It Doesn't Matter - 容祖兒 - 開動快樂 - 容祖兒、倉木麻衣、林俊傑、張敬軒、泳 兒、陳偉霆、徐子珊、鄧紫棋 - Cheer Up! - 張敬軒 - Yes & No - 陳奕迅 - 還有什麼可以送給你 - 陳奕迅 - 今天只做一件事 - 陳偉霆 - 戰士 | - 陳偉霆 - Show! - 麥浚龍 - True Romance - 麥浚龍 - Dancing With The Devil - 麥浚龍 - Never Said Goodbye - 湯駿業 - 拆禮物 - 溫家恆 - 極 - 劉美君 - 洋蔥 - 蔡卓妍 - 明知你的他沒有 - 鄭秀文 - 阿門 - 鄭秀文 - 阿門（國） - 鄭秀文 - 你愛我（國） - 薛凱琪 - 噗噗跳 - 薛凱琪 - 最近我愛上了Lily Allen - 鍾欣桐 Feat. MC Jin - 心多 - 鍾舒漫 - 給自己的信 - 鍾舒漫 - 給自己的信（國） - 譚詠麟 - 小悲咒 |

### 2010年代

#### 2010年
| - 王若琪 - 破鏡 - 王若琪 - 左手（國） - 王梓軒 - Get By - 王梓軒 - 再生 - 王梓軒 - 再生（國） - 朱紫嬈 - 愛的一種說法 - 何韻詩 - 西伯利亞開滿臘梅花 - 李悅君 - 星閃閃 - 周國賢 - 英雄勇 - 官恩娜 - 響不了的紙鳶 - 林一峰、林二汶 - 三 - 林 峯 - Vampire - 泳 兒 - 十二個我 - 泳 兒 - 愛情是吃的 - 洪卓立 - 彌足珍貴 - 洪卓立 - 愛在屏風樓 - 洪 - 浮雲堆 - 洪 - 國境以南。太陽以西 - 孫耀威 - 不可含怒到日落 - 容祖兒 - 信今生愛過 - 容祖兒 - 信今生愛過（國） - 容祖兒 - 飛 - 梁靜茹 - 給還沒有遇見的你 - 連詩雅 - 灰伯爵的遐想 - 連詩雅 - A.T.L. - 郭力行 - 巨人爸爸 - 陳 坤 - 一個人記住就好（與李焯雄合填） - 陳思彤 - 千江有水 | - 陳偉霆 - Do You Wanna Dance - 陳偉霆 - Do You Wanna Dance（國） - 陳偉霆 - 尾巴 - 陳偉霆 - Together - 陳偉霆 - Organic - 陳偉霆、鍾欣桐 - 就在現場 - 麥浚龍 - 上春風的課 - 麥浚龍 - 彳亍 - 黃曉明 - 我的快樂不收費 - 黃 馨 - 秋田犬 - 黃 馨 - 不想守門口的狗 - 楊千嬅 - Ready Or Not - 蔡卓妍 - 往事並不如煙 - 蔡卓妍 - 黑與白 - 鄧健泓 - 一個人的福音 - 鄧健泓 - 因為你，我不相信時事分析 - 鄧健泓 - 十萬樣意外 - 鍾舒漫 - 80之後 - 鄺祖德 - 序曲 - 鄺祖德 - 假使偏偏 - 鄺祖德 - 控訴 - 鄺祖德 - 我可做第三者 - 鄺祖德 - 濫 - 鄺祖德 - 我們都抑鬱了 - 關楚耀 - 回家 - 關楚耀 - 夫爾歌 - 關楚耀 - 老地方 |

#### 2011年
| - C AllStar - 自己人 - Dear Jane - 鎖 - Dear Jane - 逼 - Dear Jane - Love is the Way - Dear Jane - Rising Star - MVG - 我愛Agogo - Twins - 上陣 - Ultrapink - 性經 - 王梓軒 - 全城都是黃飛鴻 - 任賢齊 - 傾城之淚 - 朱紫嬈 - 愛得太少 - 何韻詩 - 花花 - 何韻詩 - 內外 - 余文樂 - 你說我太帥 - 余文樂 - 有骨氣 - 吳雨霏 - 幾個字 - 李昊嘉 - 回頭 - 林欣彤 - 我們不是公主 - 林 峯 - 吻過吸血鬼 - 泳 兒 - 花與蝶 - 泳 兒 - 很久沒有約自己 - 侯志斌、樊明玉 - 青天.赤地 - 洪卓立 - 有愛 - 洪卓立 - 溫馨提示 - 洪卓立 - 菜園屋邨 - 容祖兒 - 蜉蝣 - 容祖兒 - 馬賽克 | - 張 靈 - 一歌 - 梁靜茹 - 蔚藍海岸 - 陳奕迅 - Stranger Under My Skin - 陳潔儀 - 傾城 - 黃耀明 - 汕尾以南 - 黃耀明 - 下流 - 黃耀明 - 四大發明 - 湯駿業 - 從此喜歡喝咖啡 - 湯駿業 - 了 - 湯駿業 - 安息 - 湯駿業 - 萬念 - 湯駿業 - 築地哈林 - 楊千嬅 - 白天鵝 - 盧凱彤 - 不脫知女生（與盧凱彤合填） - 盧凱彤 - 哽咽（與盧凱彤合填） - 盧凱彤 - 荒蕪中起舞（與盧凱彤合填） - 盧凱彤 - 卡嚓 - 盧凱彤 Feat. 黃耀明 - 完整 - 鍾舒漫 - 彩虹 - 鍾舒漫、洪卓立 - 傻瓜 - 藍奕邦 - 又燦爛又糜爛（與藍奕邦合填） - 藍奕邦 - 青春於舞池流逝 - 藍奕邦 - 密室裡的絲襪 - 藍奕邦 Feat. 楊千嬅 - 黑天鵝 - 譚 晴 - 塗鴉 - 關心妍 - 仍然 - 蘇永康 - 怎夠喉 |

#### 2012年
| - C AllStar - 大同 - Closer - 慘綠青年 - Gin Lee - Falling - Gin Lee - 今天終於一人回家 - HotCha - 愛．被愛 - Mr. - 走獸 - Mr. - 未來在宇宙盡頭 - Ultrapink - 同志 - 王梓軒 - Your Song - 何韻詩 - 花花（國） - 何韻詩 - 內外（國） - 李雨寰 Feat. 黃耀明 - 皮膚是一張地圖 - 吳 - 關機 - 吳 - 忽明忽暗 - 林二汶 - Wanna be - 林二汶 - 北京道落雪了 - 林二汶 - 玫瑰奴隸 - 林欣彤 - 自傳 | - 泳 兒 - 接近天空的地方 - 信 - 太 - 容祖兒 - 維加斯有點好萊塢 - 容祖兒 - 出色 - 達明一派 - It's My Party - 彭永琛 - 誰在等花開（與彭永琛合填） - 湯駿業 - 有什麼關係 - 楊千嬅 - 孔雀 - 鄒文正 - 因為難得，所以難 - 蔚雨芯 - Raining - 鄭家星 - Love Me Now - 鄭嘉嘉 - 未來已經過去 - 鄭嘉嘉 - 情謎 - 盧凱彤 - 誰（與盧凱彤合填） - 盧凱彤、Shine - 呼喊青春 - 藍奕邦 - Cocktail - 關心妍 - 今次 |

#### 2013年
| - AGA - 一釐米 - Gin Lee - 我說 - Gin Lee - 仙境夢遊愛麗絲 - Mr. - From The Space - Mr. - 一首情歌 - 王祖藍 - 膠粒 - 田馥甄 - 渺小 - 吳雨霏 - 偷偷 - 吳雨霏 - 生我的命 - 李榮浩 - 模特 - 李榮浩 - 老伴 - 周 蕙 - 美好生活 | - 周禮虎 - 1314 - 林欣彤 - 你以為 - 泳 兒 - 心呼吸 - 容祖兒 - 快樂最快 - 麥浚龍 - 灰 - 蔡卓妍 - 東西 - 盧凱彤 - 囂張 - 鍾舒漫 - 刮目 - 羅力威 - 小時代曲 - 羅力威 - 向東流 - 權振東 - 劇透 - 權振東 - 不說愛 |

#### 2014年
| - Josie & The Uni Boys Feat. 盧凱彤 - 1001羅夏克 - J.Arie - 冰島 - 王梓軒 Feat. Celina Jade - 迷彩 - 吳雨霏 - 豔羨 - 李宇春 - 什麼 - 李宇春 - 超 - 李榮浩 - 天生（與李榮浩合填） - 林二汶 - 最後 - 林二汶 - Do You Love Me - 林二汶 - 出嫁詞 - 林二汶 - 漂泊 - 林二汶 - 最初 - 林欣彤 - 情歌的意義（與何建宗合填） - 炎亞綸 - 一刀不剪 - 胡 琳 - 被窩 - 胡 琳 - 滲 - 胡 琳 - 一葉知秋 - 莫文蔚 - 再見自己 - 莫文蔚 - 只帶一隻行李箱 - 彭 飛、李子涵 - My Little Happy Hour - 許志安 - 流淚行勝利道 | - 許志安 - 如初 - 許志安 - 幪面 - 許志安 - 生於第八日 - 梁翹柏 - 在到處之間找我 - 麥浚龍 - 畸 - 麥浚龍 - 門 - 麥浚龍 - 拿走我呼吸 - 湯駿業 - 失眠愉快 - 馮允謙 - 紙筆墨 - 馮允謙 - 我好想你 - 楊千嬅 - 色惑 - 黎曉陽 - 撐著 - 糖兄妹 - 凹凸 - 謝霆鋒 - 鋒味 - 鍾欣潼 - 因為什麼（與何建宗合填） - 鍾欣潼 - 最美好的未來 - 藍奕邦 - 吸你 - 羅力威 - 少年遊（與何建宗合填） - 蘇妙玲 - 眼神總會認得 - 蘇妙玲 - 星期天孩子 |

#### 2015年
| - AGA - 認（與農尚青合填） - C AllStar - 少年宮 - Fantaz - 赤裸刺蝟 - RubberBand - 我是樂隊 - 王菀之 - 如一 - 王靖喬 - 小清新 - 亢帥克 - 擦膠 - 西 樓 - 玫瑰瘋了 - 吳雨霏 - 想入非非（與王樂儀合填） - 吳雨霏 - 超男友 - 吳莫愁 - 接近無限溫暖的你（與王樂儀合填） - 周筆暢 - Whatever - 林一峰 - 你讓我飛 - 袁梓烈 - 耳王十四一心（與王樂儀合填） - 英皇群星 - 和華麗有約 - 英皇群星 - 和華麗有約（國） - 許志安 - Hello，你好 | - 連詩雅 - 等到Sunday就Call你 - 陳柏宇 - 宇季 - 陳偉霆 - 好想抱著你（與Kenix Cheang合填） - 陳慧敏 - 空殼 - 陳曉東 - 最美一刻 - 馮允謙 - 真得不似是真 - 黃家強 - 真人真事 - 黃家強 - 沉香 - 黃家強 - 送你一紮時間花 - 黃 靖 - 玻璃 - 溫 心 - 剛剛 - 劉浩龍 Feat. MastaMic - 走（與MastaMic合填） - 鄧麗欣 - 分手的情書 - 賴偉鋒 - 一日七失 - 賴偉鋒 - 七失罪 - 謝霆鋒、林憶蓮 - 愛的味道 - 彭飛 - My Little Happy Hour |

#### 2016年
| - Gin Lee - 光環 - J.Arie - 愛的履歷 - 丁 噹 - 神曲 - 方大同 - 夢蝴蝶 - 田馥甄 - 什麼，哪裡 - 吉克隽逸 - BOSS - 何弘軒 - 在刀鋒上起舞 - 李宇春 - 開放 - 李宇春 - 夾克還我 - 李宇春 - 開放 - 麥浚龍 - 初開 - 麥浚龍 - 呻吟 - 麥浚龍 Feat. 盧凱彤 - 如髮 - 麥浚龍 - 清靜 - 麥浚龍 - 不了 - 麥浚龍、薛凱琪 - 結（與林夕合填） - 林二汶 - 我變成我 - 林二汶 - Cheers! - 林二汶 - 道成肉身 - 林二汶 - 少少瘋了 - 林二汶 - 聊 - 林二汶 - 嘆息 - 林二汶 - People Like Us（中文版） - 張子 - 《拖》 - 許靖韻 - 不要吃花生 - 許靖韻 - 大個之後 - 陳柏宇 - 乜青 - 馮允謙 - 把眼淚握在手裡 | - 蔡一智 - 一二三四五六七八九十根指頭 - 蘇志威 - 石頭記 - 鄭秀文 - 浮雕 - 薛凱琪 - MISS FIONA - 楊乃文 - 濕了，就不怕會下雨 - 張碧晨 - 撕裂 - 光澤 - 歌手 - 劉珂 - 酷蓋 - 八三夭 - 刀劍若夢2.0（粵語） - Myar - 怪不得 - The Bright Lights - 第一夜（與Tonyi合填，ViuTV節目《夜曲13》主題曲） - 一舖清唱 - 萬里花開（原創無伴奏音樂劇場《香夭》歌曲） - 一舖清唱 - 平安歌（原創無伴奏音樂劇場《香夭》歌曲） - 一舖清唱 - 安魂曲（原創無伴奏音樂劇場《香夭》歌曲） - 王梓軒 - 全城都是孫悟空（城市當代舞蹈團合家歡舞劇《西遊記》主題曲） - 禤天揚 - 馬上 （页面存档备份，存于）（多媒體舞台演出《剎那的烏托邦》歌曲） - 林二汶、岑寧兒 - 銀髮白（多媒體舞台演出《剎那的烏托邦》歌曲） - 麥浚龍、馮穎琪 - 何地有方 （页面存档备份，存于）（多媒體舞台演出《剎那的烏托邦》歌曲） - 一群熟男／何兆基／徐繼宗／周正鈞／林宇翔／譚智恒／謝國維 - Keep （页面存档备份，存于） （多媒體舞台演出《剎那的烏托邦》歌曲） - 黃耀明 - 住 （页面存档备份，存于）（多媒體舞台演出《剎那的烏托邦》歌曲） - 一群少女／朱茵怡／鄧卓敏／張菀青／馮力高／朱慧雯／葉蔚菁／林敏華／杯 - 模 （页面存档备份，存于）（多媒體舞台演出《剎那的烏托邦》歌曲） - 一群香港聲樂學院小朋友 ／姚僖霖／薛芷晴／劉心嵐／廖凱晴 ／鄧曉梃 以及 兩個大人／李淑嫻／Clara Lee - 無敵哪吒 （页面存档备份，存于）（多媒體舞台演出《剎那的烏托邦》歌曲） - 岑寧兒 - 剎那的烏托邦（多媒體舞台演出《剎那的烏托邦》歌曲） |

#### 2017年
| - at17 - 18 - Gin Lee - 曌 - Mr. - 口罩 - The Bright Lights - 第一夜 - 王詩安 - 一步成詩 - 伍定彥 - 未來進行曲 - 伍卓賢 - 兩個人總比一個人好 - 尚 羚 - 打嗝歌 - 周柏豪 - Touchscreen - 林二汶 - 搖到外婆橋 - 許廷鏗 - 人曲（featuring 馮穎琪） - 許志安 - 狂獸 - 陳柏宇 - 想創 | - 陳蔚琦 - 十年蟬（與王樂儀合填） - 黃 靖 - 變壞 - 黃 靖 - 列車尚未停定（與Vi Pang合填） - 達明一派 - 1+4=14 - 雷有輝、蘇煒喬 - 就當他唱歌 - 潘伯仲 - 我是病人 - 蔡一傑、許志安 - 男藍 - 衛 蘭 - I Don't Know, I Don't Care - 衛 蘭 - Lonely - 鄧小巧 - 水療 - 鄧小巧 - 可惜你是個人 - 鍾舒漫 - 從不信自己 |

#### 2018年
| - Gin Lee - 信 - Gin Lee - 人間鬍子 - Gin Lee - 信與不信 - J.Arie - 神奇女俠 - Monster KaR - 第三生 - Myar - 向青春說Sorry - SENZA A Cappella - 四分鐘（與王樂儀合填） - 王梓軒 - 寄居太虛 - 王梓軒 - 邊緣引力 - 王詩安 - For Real - 王詩安 - 你的女孩 - 岑寧兒 - 盡力呼吸 - 岑寧兒 - 信望愛 - 李拾壹、王嘉儀 - You Jump I Jump（與王樂儀合填） - 周柏豪 - 米飯香 - 周筆暢 - 牡蠣 - 周筆暢 - 瘋 - 周筆暢 - 我還學不會享受 | - 胡 琳 - 床上戲 - 馬天佑 - 購物狂？（與林雪平、HEYO合填） - 容祖兒 - 單人遊（與李俊良合填） - 莫文蔚 - 絕 - 許廷鏗 - 體操 - 許廷鏗 - 又笨拙又自大的人，即刻消失 - 許志安 - 教我這麼愛下去 - 許冠傑 - 天地人（英華書院創校200週年主題曲） - 黃 妍 - 笑容迷路了（與王樂儀合填） - 鄧小巧 - 將沙拋給一片海 - 盧凱彤 - 果凍時代（填妥但盧凱彤離世而未趕及錄製） - 謝安琪 - 沐春風 - 蘇妙玲 - 刺繡 - 蘇妙玲 - 吹一口蒲公英 - 蘇妙玲 - 北極光 - 林憶蓮 - 晨光 - 蔡健雅 - 我要給世界最悠長的濕吻 - 楊永聰 - 繼續 |

#### 2019年
| - Eros Ramazzotti、Gin Lee - Vale Per Sempre（國） - Eros Ramazzotti、Gin Lee - Vale Per Sempre（粵） - ERROR - 我們不碎 - per se - 波雅斯 - 王若琪 - 重圓 - 王櫟鑫 - 為何而生 - 古巨基 - 心中的巨人（與古巨基、黃仲凱合填） - 周筆暢 - 叛逆的繆斯 - 周筆暢 - 女流 - 周筆暢 - 浮雲如此躺臥著 - 周筆暢 - 月半 - 周筆暢 - 蝴蝶骨 - 周筆暢 - 500萬個靈魂和每一條皺紋 - 周筆暢 - 一體 - 林二汶 - 守破離 - 林二汶 - 餓 - 泳 兒 - 野木蘭 - 泳 兒 - 花心 - 鄺星宇 - 俗世情歌 - 張小厚 - 平行宇宙 | - 崔子格 - 無限 - 崔子格 - 亂世正果（與王樂儀合填） - 崔子格 Feat. 東山少爺 - 很想快樂（與米哈合填） - 許廷鏗 - 偽人 - 許靖韻 - Improper - 陳楚生 - 你還好嗎 - 陳楚生 - 我在何地 - 黃千庭 - 成長的美麗與哀愁 - 黃耀明、關淑怡 - 快樂到死 - 楊乃文 - 貴族的輓歌 - 楊乃文 - 越美麗越看不見 - 趙善恆 Feat. 廖子妤 - 我們是無法說明的季節（與林雪平合填） - 衛 蘭 - 所以我愛 - 黎曉陽 - 拾荒者之歌 - 盧巧音 - 一晚白頭 - 謝安琪 - 773312 |

### 2020年代

#### 2020年
| - DisCover - 回南天（與林雪平合填） - SENZA A Cappella - 我一伸手抱住我 - 八三夭 - 想見你想見你想見你（粵語版） - 田馥甄 - 底里歇斯 - 李榮浩 - 我愛你（與李榮浩合填） - 汪蘇瀧 - 祝我快樂 - 周慧敏 - 快樂和不快樂的蝴蝶 - 林二汶 - 再聚 - 泳 兒 - 溝渠暢泳 - 泳 兒 - 所有遺失的東西 - 施匡翹 - 耳仔軟 - 洪卓立 - 我們都想旅行 - 陳健安 - 未知道 - 陳健安 - 愛裡沒有詛咒 | - 麥浚龍 - 想親你 - 麥浚龍 - 不歸 - 麥浚龍 - 殊途 - 麥浚龍、謝安琪 - 合唱歌 - 麥浚龍、謝安琪 - 盡處 - 麥浚龍、謝安琪 - Epilogue - 無限聚群組 - 無限聚曲 - 黃 妍 - 我心中尚未崩壞的部分（與王樂儀合填） - 衛 蘭 - 低半度 - 謝安琪 - 再度 - 謝安琪 - 三生一吻 - 謝安琪 - 忐忑 - 謝安琪 - 不老 |

#### 2021年
| - Bindhumalini Narayanaswamy - 沒有的詩 (Never Explain the World) - Bindhumalini Narayanaswamy - 認識 (To Know) - ERROR - I Promise - Omkarnath Havaldar - 睡到浮雲 (Dream of Floating Dust) - Omkarnath Havaldar - 冰找到夏蟲 (Ice and a Summer Insect) - Rutuja Lad - 在 (At this Moment) - Rutuja Lad - 無覓處 (Nowhere to be Found) - 王嘉儀 - 無覓 - 王嘉儀 - 親親 - 王嘉儀 - 信心 - 王嘉儀 - 故我 - 王嘉儀 - 開窗 - 王嘉儀 Feat. Alan - 雲泥 - 左小祖咒 - 文藝青年（與左小祖咒合填） - 左小祖咒 - 時代（與左小祖咒合填） - 田 原 - 天崩地裂 | - 裘德 - B級鯊魚（與裘德合填） - 岑寧兒 - 從什麼時候開始 - 泳 兒 - 孤毒 - 泳 兒 - 荊棘海 - 泳 兒 - 沉溺 - 泳 兒、per se - 所有遺失的東西（Nothing Is Lost Mix） - 郁可唯 - Dear Life - 海俊傑 - 一切出門之後可能發生的事 - 張進翹 - 無可救藥的浪漫 - 張進翹 - One More Game - 莫文蔚 - 因一個人而流出一滴淚 - 楊千嬅 - 你會愛的人 - 蔡健雅 Feat. 阿云嘎 - Into The Wild - 鄭秀文 Feat. SHIMICA - 新造的人（與朱琳、郭啟華合填） - 黎 明、張敬軒 - 乾杯 - 關智斌 - 隱形人 |

#### 2022年
| - Mansonvibes - It's a sin. - ZolarWind 2.0 - 燈蛾撲火 - 王嘉儀 - 自然變態 - 田鴻、林奕匡 - 門牆 - 岑寧兒 - 無常家 - 李駿傑 - 半 - 李駿傑 - 九 - 李駿傑 - 阿波羅 - 泳 兒 - 葉落冰川 - 泳 兒 - 早上37.2度 | - 泳 兒 - 18部半 - 泳 兒 - Little Fires Everywhere - 陳奕迅 - 人啊人 - 陳柏宇 - 有天 - 雅 荍 - AH-HA - 黃耀明 - 誇啦啦 - 黎 明 - 戀愛者聯盟 - 黎展峯 - 跳 - 黎展峯 - To go - 鄺星宇 - 慢慢咀嚼 |

#### 2023年
| - AP潘宇謙 - 天黑時想跟你到白頭 - Gin Lee - 後人類的美麗與哀愁 - Zarahn - 如果顏色有感覺 - 小塵埃 - 拼命優雅 - 田鴻杰 - 天亮的時候，看到你背上的蛇 - 任賢齊 - 我出去一下 - 呂爵安 - LOVERSE - 呂爵安 - Again! - 李克勤 - 小紅帽沒有遇到大灰狼 - 李駿傑 - You First - 林欣彤 - 你是我的家 | - 袁婭維 - 偶像的黃昏 (TAKE IT EASY) - 泳 兒 - 同歸於盡 - 泳 兒 - 一了百了 - 泳 兒 - 無能 為力 - 徐暐翔 - 眼花 - 陳卓賢 - 擁抱後的歌 - 陳珊妮 - 教我如何做你的愛人 - 陳曉東 - 專注 - 黃 妍 - 日光漂白 - 劉榮豐 - 星星 - 盧冠廷、林家謙 - 列車上對著坐的兩個人 |

#### 2024年
| - Fatboy - Homework - iii - Last Dance - Kendy Suen - 物無類聚 - KOLOR - 天下太平 - MIRROR - Hunt You Down - Moderati - 我們唱在瘟疫蔓延時 - SENZA A Cappella - 迴 - SENZA A Cappella Feat. Cousin Fung- 其實我想講你知 - 小塵埃 - 煙消散了 - 田鴻 - 見光 - 田鴻 - 夕陽落在心上 - 吳啟洋 - Feed Me - 汪蘇瀧 - 放逐 - 周國賢 - 天涯 - 周筆暢 - 身體不說謊 (與J.S合填) - 周筆暢 - 耳邊風 - 周筆暢 - 別醒來 - 周筆暢 - 壞了 - 周筆暢 - 塗鴉 - 周筆暢 - stupid - 周耀輝、hirsk - 2023.05.02 (今天最遠去到將軍澳) - 周耀輝、hirsk - 2023.05.03 (今天最遠去到九龍城) - 周耀輝、hirsk - 2023.05.04 (今天最遠去到佐敦) - 周耀輝、hirsk - 2023.05.05 (今天最遠去到佐敦) - 周耀輝、hirsk - 2023.05.06 (今天最遠去到黄竹坑) - 周耀輝、hirsk - 2023.05.07 (今天最遠去到西沙) - 周耀輝、hirsk - 2023.05.08 (今天最遠去到九龍城) - 周耀輝、hirsk - 2023.05.09 (今天最遠去到油麻地) - 周耀輝、hirsk - 2023.05.10 (今天最遠去到中環) | - 周耀輝、hirsk - 2023.05.11 (今天最遠去到九龍塘) - 周耀輝、hirsk - 2023.05.12 (今天最遠去到西營盤) - 林宥嘉 - 白 - 林家謙 - 有你聽我的故事 - 林家謙 - 假如我今天不說一句話 - 邱彥筒 - 心好細 ‹3（與馮允謙合填） - 邱彥筒 - 㪐㩿（與王樂儀合填） - 柳應廷 - 約齊靈魂在墳墓開生日派對 - 馬天佑 - 沒有人需要知道你的需要 - 徐嘉蔚 - 虛偽光彩 - 陳柏宇 - 愛要親自遞給你 - 張蔓姿 - 下落不明（與張蔓姿合填） - 張蔓姿 - 時間關係（與張蔓姿合填） - 張蔓姿 - 後來知道了（與張蔓姿合填） - 添田宣和 - 我認為。世上最神奇的字 - 許靖韻 - 望年月 - 麥浚龍 - 天與地的距離 - 麥浚龍、Mr. Scanner、Novel Fergus、PetPetShawn、24 Herbs Feat. 王嘉儀 - 金榜題名 - 麥浚龍 Feat. 曾喜兒、Lo/o - 無窮 - 黃 妍 - 黃言 - 黃劍文、葉巧琳 - 盡頭重遇你 - 黃曦桃 - 暗中作樂 - 雲浩影 - 世界多了一個陌生人 - 楊千嬅 - 穿越 - 盧瀚霆 - MY LIFE - 盧瀚霆 - 致我 - 鄺星宇 - C Egg - 羅啟豪 - 相信 相信 |

#### 2025年
| - Amy Lo - 白牆 - Gin Lee - 無愧於當初的我 - Jon Jon - 韌 - TAOTAO - 暗中作樂 - The Boyscations - 乖仔 - The Hertz - 泡泡 - 王智德、江𤒹生、陳瑞輝、楊樂文 - DUM! - 李芯駖 - POSH | - 李駿傑 - 活 - 李駿傑 - Tie Me Now - 李駿傑 - 刺青 - 林智樂 - 發夢的練習曲 - 邱彥筒、Coldplay - WE PRAY（廣東話版） - 陳健安 - 不遲不早 - 詹天文 - 一切都是有原因的 - 鄧小巧 - 轉彎到 |

#### 未出版
- 麥浚龍 - 岩巉
- 麥浚龍 - 刺眼
- 梁詠琪 - 每一個都可愛